# Хермансакер
Хермансакер (њем. Herrmannsacker) општина је у њемачкој савезној држави Тирингија. Једно је од 32 општинска средишта округа Нордхаузен. Према процјени из 2010. у општини је живјело 405 становника. Посједује регионалну шифру (AGS) 16062018.

## Географски и демографски подаци
Хермансакер се налази у савезној држави Тирингија у округу Нордхаузен. Општина се налази на надморској висини од 321 метра. Површина општине износи 19,1 km². У самом мјесту је, према процјени из 2010. године, живјело 405 становника. Просјечна густина становништва износи 21 становника/km².

## Међународна сарадња
| Мјесто  | Држава    | Врста сарадње | Од    |
| ------- | --------- | ------------- | ----- |
| Монстер | Холандија | партнерство   | 1992. |
| Извор   |           |               |       |